# Frohnleiten
Frohnleiten là một đô thị thuộc huyện Graz-Umgebung bang Steiermark, nước Áo. Đô thị Frohnleiten có diện tích 127,62 km², dân số thời điểm cuối năm 2005 là 6344 người.